# Finger (protocolo)
Finger é um protocolo e comando de troca de informação sobre utilizadores. Descrito no RFC 742, permite aceder à informação sobre utilizadores de uma máquina remota. O RFC usado para implementar este trabalho foi o RFC 1288, escrito em Dezembro de 1991. Este RFC actualiza os RFCs 1196, 1194 e 742.
De uma forma genérica o funcionamento do Finger resume-se a efectuar uma conexão à porta 79 do servidor, e a realizar um pedido. O servidor envia a resposta de acordo com os dados do pedido.
Em técnicas de hackers, o protocolo Finger é usado pra capturar senhas de todos os usários de um sistema para que se possa ter acesso usuário root ao sistema sem a necessidade de quebrar a senha por força bruta. Se o pedido for feito em DotIn no sistema, será retornado um erro provocando a quebra do sistema: eis aí o principal motivo de tal protocolo ser quase inexistente na maioria das redes e sua porta protegida diretamente pelo firewall.
Os dados enviados são em formato ASCII com os códigos de CR e LF no final.
O buffer que recebe os resultados do Finger pode ser imediatamente impresso na tela sem necessidade de tratamento, uma vez que os dados já se encontram formatados.

## Exemplo de implementação do cliente Finger
```
//  - 0 finger do ISEP

// para testar - server: gnu.org   users: karl, pot

#include
 
<stdio.h>

#include
 
<sys/types.h>

#include
 
<sys/socket.h>

#include
 
<netinet/in.h>

#include
 
<netdb.h>

#include
 
<errno.h>

#include
 
<unistd.h>

#include
 
<string.h>

#include
 
<stdlib.h>

#define BUFLEN 30000

main
 
(
int
 
argc
,
 
char
 
*
argv
[])

{

  
struct
 
sockaddr_in
 
target
;

  
struct
 
hostent
 
*
he
;

  
struct
 
servent
 
*
sp
;

  
int
 
sock
,
 
nread
;

  
char
 
*
tmp
,
 
buffer
[
BUFLEN
];

  
char
 
server
[
100
],
 
user
[
20
];

  
int
 
i
;

  
if
 
(
argc
==
1
)
 
{

      
puts
 
(
"Sintaxe do Programa: ifinger [user] server
\n
"
);

      
printf
 
(
"Servername: "
);
	

      
fgets
 
(
server
,
 
BUFLEN
,
 
stdin
);

      
tmp
 
=
 
index
 
(
server
,
 
'\n'
);

      
*
tmp
 
=
 
'\0'
;

      
printf
 
(
"Username: (ENTER=todos) "
);

      
fgets
 
(
user
,
 
20
,
 
stdin
);

      
}

 
if
 
(
argc
==
3
)
 
{

      
strcpy
 
(
server
,
argv
[
2
]);

      
strcpy
 
(
user
,
 
argv
[
1
]);

      
strcat
 
(
user
,
"
\r\n
"
);

      
}

 
if
 
(
argc
==
2
)
 
{

      
strcpy
 
(
server
,
argv
[
1
]);

      
strcpy
 
(
user
,
 
"
\r\n
"
);

      
}

 
if
 
((
he
 
=
 
gethostbyname
 
(
server
))
 
==
 
NULL
)

   
{

     
perror
 
(
"ERRO: nao encontra server"
);

     
exit
 
(
1
);

   
}

 
if
 
((
sock
 
=
 
socket
 
(
AF_INET
,
 
SOCK_STREAM
,
 
0
))
 
==
 
-1
)

   
{

     
perror
 
(
"ERRO: nao criou socket"
);

     
exit
 
(
1
);

   
}

 
if
 
((
sp
 
=
 
getservbyname
 
(
"finger"
,
 
"tcp"
))
 
==
 
NULL
)

   
{

     
perror
 
(
"ERRO: nao encontra porta"
);

     
exit
 
(
1
);

   
}

 
memset
 
(
&
target
,
 
0
,
 
sizeof
 
(
target
));

 
target
.
sin_family
 
=
 
AF_INET
;

//  target.sin_port = 79;

 
target
.
sin_port
 
=
 
sp
->
s_port
;

 
target
.
sin_addr
 
=
 
*
((
struct
 
in_addr
 
*
)
 
he
->
h_addr
);

 
if
 
(
connect
 
(
sock
,
 
(
struct
 
sockaddr
 
*
)
 
&
target
,
 
sizeof
 
(
target
))
 
<
 
0
)

   
{

     
perror
 
(
"ERRO: na conexao"
);

     
exit
 
(
1
);

   
}

 
nread
 
=
 
strlen
 
(
user
);

 
nread
 
=
 
write
 
(
sock
,
 
user
,
 
nread
);
	

 
nread
 
=
 
read
 
(
sock
,
 
buffer
,
 
BUFLEN
);
	

 
printf
 
(
"Resultado: 
\n\n
 %s"
,
 
buffer
);
	

 
close
 
(
sock
);

 
exit
(
0
);

}

```

## Ver Também
- Morris worm
- Rede social virtual
- LDAP